# بازار منتهی به امامزاده جابر
بازار منتهی به امامزاده جابر مربوط به دوره صفوی است و در دهدشت، خیابان امامزاده جابر، کوچه مسجدامام حسین، جنب امامزاده جابر واقع شده و این اثر در تاریخ ۲۳ بهمن ۱۳۸۰ با شمارهٔ ثبت ۴۷۴۲ به‌عنوان یکی از آثار ملی ایران به ثبت رسیده است.